# Moção de censura
Nos países que adotam o sistema parlamentarista de governo, a moção de censura (ou moção de desconfiança) é uma proposta parlamentar apresentada pela oposição com o propósito de derrotar ou constranger o governo. A moção é aprovada ou rejeitada por meio de votação (voto de censura ou voto de desconfiança).
Nos países de sistema presidencialista, o legislativo pode eventualmente aprovar moções de censura, como ocorreu com o Secretário de Estado dos Estados Unidos da América Dean Acheson na década de 1950, mas tais decisões são apenas simbólicas.
Normalmente, quando o Parlamento vota a censura, ou quando não consegue aprovar uma moção de confiança, o governo é obrigado a renunciar ou a pedir a dissolução do parlamento e a convocação de eleições gerais. Em certos países, a depender da Constituição vigente, o Chefe de Estado, a quem o governo requer a dissolução do parlamento, pode deter a prerrogativa de recusá-la, forçando o governo a renunciar.
Não se deve confundir moção de censura com impeachment. No caso do impeachment, é obrigatório comprovar que o Chefe de Governo violou a Constituição ou leis específicas que justifiquem a sua destituição do cargo. Já a moção de censura não exige que o Chefe de Governo tenha cometido alguma irregularidade jurídica: trata-se de um ato político, no qual o Parlamento demonstra que já não confia mais no governo.

## História
O mecanismo do voto de censura surgiu em março de 1782, no Reino Unido, após a derrota do exército britânico na Revolução Americana. O Parlamento britânico aprovou uma moção afirmando que seus integrantes não mais confiavam nos ministros. O então primeiro-ministro Lord North apresentou então seu pedido de renúncia ao Rei Jorge III.
Foi através de uma moção de censura que o governo de James Callaghan no Reino Unido foi demitido, levando à eleição de Margaret Thatcher nas eleições antecipadas de maio de 1979.